# Noordflank
De wijk Noordflank ligt aan de noordzijde van de stad Dordrecht, in de Nederlandse provincie Zuid-Holland. De wijk bevindt zich aan weerskanten van de Noordendijk, een van de toegangswegen tot de binnenstad. De wijk bestaat uit verschillende buurten met ieder een eigen karakter, zoals de Bleijenhoek, het Lijnbaangebied en het noordelijke gedeelte van de 19e-eeuwse schil. Noordflank telt ruim 7500 bewoners.

## Geschiedenis
Het gebied maakte in de middeleeuwen deel uit van de voormalige heerlijkheid Huis te Merwede en werd in 1604 bij de stad Dordrecht gevoegd. In dit noordelijke deel van de stad waren rond de Riedijkshaven scheepswerven te vinden. Langs de Noordendijk bevonden zich zogenaamde balkgaten waar houtvlotten die vanuit Duitsland werden aangevoerd werden afgemeerd, voor verdere verwerking in een van de vele zaagmolens. Ook toeleverende bedrijven voor de scheepswerven zoals de lijnbanen waren in dit gebied van de stad te vinden.

## Wijkonderdelen

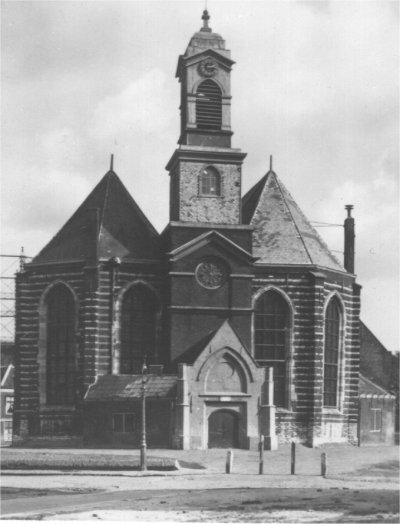
Nieuwkerk rond 1935

Het noordelijk deel van de binnenstad rond de Nieuwkerk, wordt gevormd door de wijk Bleijenhoek. Aan de Riedijkshaven was hier de gasfabriek van de stad te vinden. De wijk was aan het begin van de twintigste eeuw verkrot. Vanaf de jaren dertig werd gewerkt aan stadsherstel door middel van sloop en nieuwbouw. In de jaren zestig zorgde een omvangrijk saneringsplan voor de binnenstad voor een massale sloopwoede en nieuwbouw in dit deel van de binnenstad.
Op de terreinen van de scheepswerven en de touwslagers ontstond de wijk Lijnbaan. In deze wijk staat de laatste overgebleven molen van Dordrecht 'Kijck over den Dijck'. Het noordoosten van de wijk Noordflank wordt afgesloten door de gebouwen van het voormalige gemeentelijke energiebedrijf. Deze gebouwen hebben nu een culturele bestemming; onder andere de popcentrale is hier gevestigd. Dit is nu het Energiehuis, met o.a. vestigingen van Bibelot, de Kunstmin, ToBe en grand café Khotinsky. 

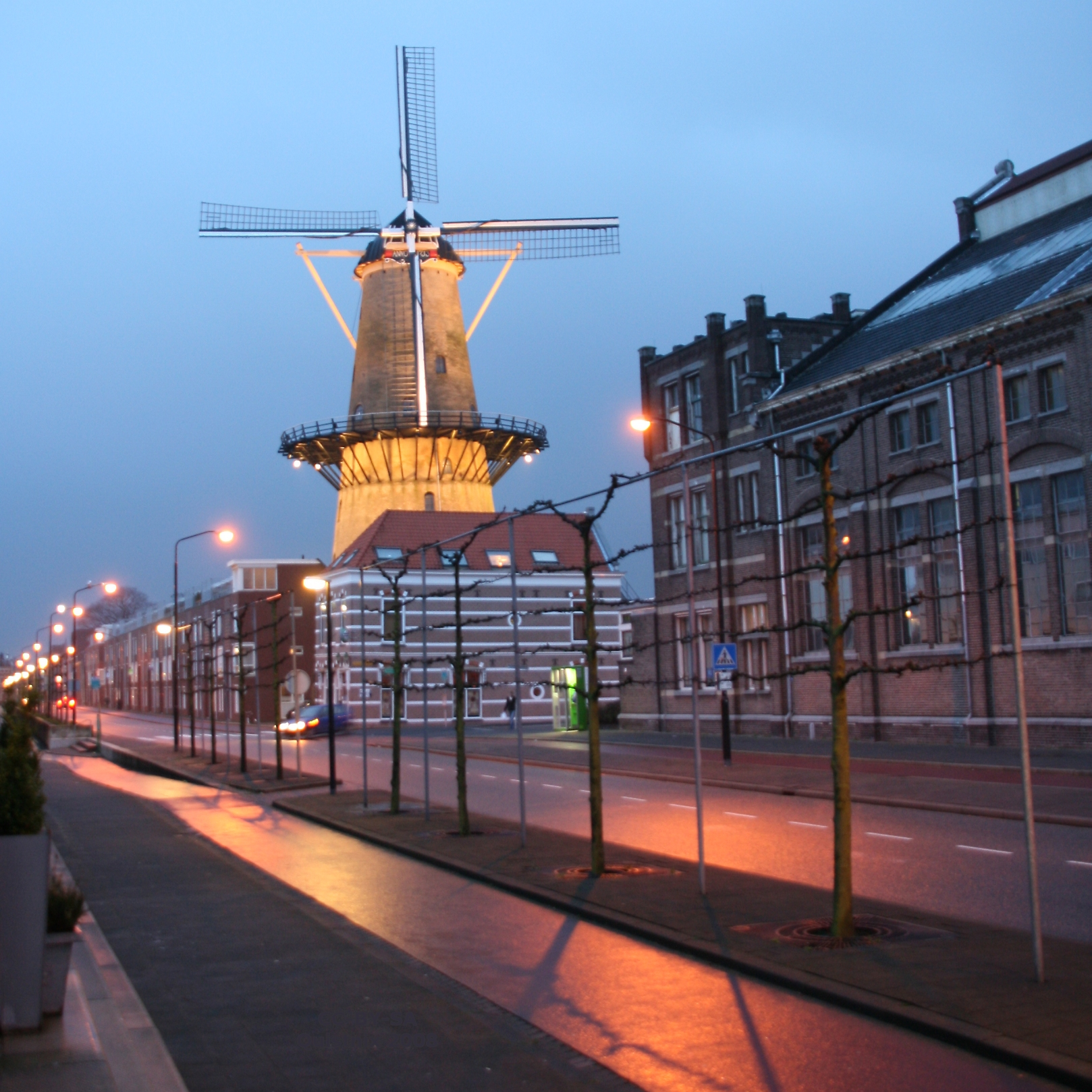
Noordendijk met Molen Kijck over den Dijck en Energiehuis

Ten zuiden van de Noordendijk wordt de wijk Noordflank gevormd door het noordelijke deel van Dordrechts 19e-eeuwse schil. Kleinschalige saneringen heeft hier gezorgd voor straten met uiteenlopende bouwstijlen. Ruime laat-twintigste-eeuwse dijkwoningen worden afgewisseld met sociale woningbouw uit de jaren zeventig van de twintigste eeuw. Het eerste volkswoningbouw-project De Vereniging (rijksmonument) uit 1864 bevindt zich tussen de Singel en de Groenedijk. Aan de Singel is tevens de schouwburg Kunstmin (1864) te vinden, met het neo-rococo-interieur van architect Sybold van Ravesteyn.Het zuidoostelijk gedeelte van de wijk Noordflank ligt de burgemeestersbuurt, met straten genoemd naar Dordtse patriciërs, op het voormalige landgoed van de Villa Noordhove. Het gebied wordt omsloten door de Oranjelaan, Noordendijk en Groenedijk. Deze straten werden ontwikkeld door de private onderneming NV Noordhove en dateren uit de jaren twintig van de 20e eeuw. In 1929 kocht de gemeente de straten van deze onderneming. In dit deel van de wijk ligt ook het Hallincqhof (rijksmonument) een hof met zestien arbeiderswoningen gebouwd aan het eind van de negentiende eeuw, naar een ontwerp van architect Huibert Willem Veth.
De Wijk Noordflank wordt afgesloten met Park Merwestein tussen Groenedijk en Singel. Het park is een restant van het landgoed rond Villa Merwestein dat in 1885 werd omgevormd tot het eerste stadpark van Dordrecht. Tijdens de Tweede Wereldoorlog veranderde de Villa en het park in het hoofdkwartier van het vijftiende Duitse leger. Op 24 oktober 1944 werd de Villa doelwit van een bombardement van de Britse Royal Air Force, waarbij ook 69 burgerslachtoffers vielen.
Tussen de Noordendijk, de Groenendijk, de Singel en De Vereniging is een bijzondere wijk gebouwd. Deze wijk, Kijck over den Dijck is ontworpen door Herman Herzberger en ligt binnendijks onder het waterniveau in de kromming van de rivierdijk van de Beneden Merwede. De noodzakelijke dijkversterking- en verhoging is geïntegreerd met de bouw van een rondlopende strook woningen die de dijk volgt. Deze oplossing, waarbij de constructie van de woningen een damwandfunctie vervult, is uniek in de Nederlandse dijkenbouwgeschiedenis, waar er altijd van uit is gegaan dat het dijklichaam, althans bij actieve dijken, juist vrij van elke bebouwing moest blijven. Deze 'woningendijk' is op de dijk en de buurt georiënteerd. Alle huizen die gebouwd zijn tegen/ op de Noordendijk hebben ingangen naar twee zijden, zodat ze bij de buurt horen en anderzijds op de dijk geen van de buurt afgekeerde rugzijde tonen.
Het zuidoostelijk gedeelte van de wijk Noordflank ligt de burgemeestersbuurt, met straten genoemd naar Dordtse patriciërs, op het voormalige landgoed van de Villa Noordhove. Het gebied wordt omsloten door de Oranjelaan, Noordendijk en Groenedijk. Deze straten werden ontwikkeld door de private onderneming NV Noordhove en dateren uit de jaren twintig van de 20e eeuw. In 1929 kocht de gemeente de straten van deze onderneming. In dit deel van de wijk ligt ook het Hallincqhof (rijksmonument) een hof met zestien arbeiderswoningen gebouwd aan het eind van de negentiende eeuw, naar een ontwerp van architect Huibert Willem Veth.
De wijk Noordflank wordt afgesloten met Park Merwestein tussen Groenedijk, Vrieseweg en Singel. Het park is een restant van het landgoed rond Villa Merwestein dat in 1885 werd omgevormd tot het eerste stadpark van Dordrecht. Tijdens de Tweede Wereldoorlog veranderde de villa en het park in het hoofdkwartier van het vijftiende Duitse leger. Op 24 oktober 1944 werd de villa doelwit van een bombardement van de Britse Royal Air Force, waarbij ook 69 burgerslachtoffers vielen.